# Trương Trọng Vũ
Trương Trọng Vũ (張仲武, ? - 849), thụy hiệu Lan Lăng Trang vương (蘭陵莊王) (theo Cựu Đường thư) hay Lan Lăng Trang công (蘭陵莊公) (theo Tân Đường thư), là tướng dưới thời nhà Đường trong lịch sử Trung Quốc, nắm quyền tiết độ sứ ở Lư Long, cai trị trấn một cách độc lập trên thực tế với chính quyền nhà Đường. Tuy nhiên dưới thời cai trị của mình, ông cũng phò giúp chính quyền trung ương trong việc tiêu diệt tàn đảng Hồi Cốt, cũng như lực lượng Khiết Đan, Hề và Thất Vi.

## Thân thế và việc kiểm soát Lư Long
Không rõ năm sinh của Trương Trọng Vũ, chỉ biết gia tộc của ông phát tích từ Phạm Dương, thủ phủ trấn Lư Long. Bấy giờ nhà Đường suy yếu, phiên trấn các nơi tỏ ra bất tuân vương mệnh, trong đó nổi bật có Hà Bắc tam trấn gồm Ngụy Bác, Thành Đức, Lư Long từ lâu đã giữ lệ cha truyền con nối mà không cần xin chỉ ý từ nhà vua. Phụ thân của ông có tên là Trương Quang Triều, tướng lĩnh phục vụ ở trấn. Vào thời trẻ, ông có lúc nghiên cứu Xuân Thu tả truyện, sau đó bỏ dở, đổi qua nghiệp cầm binh, rồi được bổ làm tướng ở đất Trung Vũ).
Năm 841 thời Đường Vũ Tông, Lư Long tiết độ sứ Sử Nguyên Trung bị nha binh giết chết. Quân sĩ ủng hộ Trần Hành Thái lên thay, và Hành Thái viết biểu bưởi về Trường An xin lệnh bổ nhiệm làm tiết độ sứ mới. Tể thần triều đình khi đó là Lý Đức Dụ nhận thấy rằng nếu triều đình vội vàng mà đã buông xuôi cho ba trấn tự ý hành động thì càng khiến các trấn ngạo mạn hơn nên gợi ý cho nhà vua cứ ngồi yên nhìn biến động, Vũ Tông bằng lòng. Không lâu sau nha binh lại làm binh biến giới Trần Hành Thái, dùng Trương Giáng lên thay thế. Trương Giáng cũng dâng thư cầu phong, nhưng Vũ Tông lại theo lời Lý Đức Dụ, ngồi yên quan sát cục diện.
Trong khi đó, Trương Trọng Vũ cử sai tướng thân cận là Ngô Trọng Thư đem biểu gửi đến triều đình Trường An cáo mật Trương Giáng ngang tàng, bất pháp, tàn bạo, xin đem quân thảo phạt. Trọng Thư tới Trường An, Vũ Tông sai tể tướng hỏi về tình hình hiện tại ở Lưu Long. Khi được Lý Đức Dụ xét hỏi, Trọng Thư trả thời ràng cả Trần Hành Thái và Trương Giáng đều không xuất thân từ quân đội Lư Long nên không được lòng tướng sĩ, trong khi Trương Trọng Vũ được tướng sĩ ủng hộ vì phụ thân của ông là nha binh nhiều năm ở trấn, nên nếu khởi binh sẽ dễ thắng, hơn nữa nếu thất bại thì nguồn cung cấp lương từ U châu là khá quan trọng đối với các trấn xa hơn về phía bắc, Trương Trọng Vũ có thể cắt đứt được con đường này. (cũng theo Trọng Thư, Trọng Vũ lúc này đã ngoài 50, nhưng không nói rõ ràng năm sinh của ông.) Lý Đức Dụ tâu rằng Trần Hành Thái và Trương Giáng đều tự ý lĩnh quân, trong khi Trọng Vũ chủ trương xin ý chỉ trước, vì thế nên dùng ông. Vũ Tông bằng lòng, phong Trọng Vũ làm tiết độ sứ. Trọng Vũ bèn xua quân chiếm lất Lư Long. Vũ Tông dùng ông chú là Lý Hoành làm Tiết độ sứ (trên danh nghĩa), cho Trọng Vũ làm phó sứ, tấn phong Lan Lăng vương hay Lan Lăng công. Mùa xuân năm 842, Vũ Tông chính thức phong ông làm tiết độ sứ.

## Tiết độ sứ

### Chiến dịch chống Hồi Cốt
Vào thời kì Trương Trọng Vũ nắm quyền ở Lư Long, các trấn Hà Bắc phải đối mặt với sự đe dọa của các toán cướp người Hồi Cốt. Sau khi Hồi Cốt diệt vọng, những kẻ lưu tán thường sang biên giới phía nam cướp bóc. Người Hồi Cốt chia ra thành nhiều toán quân, và vào năm 842, thủ lĩnh Na Hiệt Xuyết đe dọa tấn công Trung Vũ, đe dọa U châu. Trương Trọng Vũ sai em là Trương Trọng Chí dẫn 3 vạn quân kháng cự. Trọng Chí đánh bại Hiệt Xuyết, giết nhiều người Hồi và nhận hàng khoảng 7000 người, rồi phân bổ họ đến các vùng khác nhau. Hiệt Xuyết trốn thoát, nhưng bị bắt và giết bởi một thủ lĩnh người Hồi khác là Wujie Khan. Trong lúc đó, ông cũng cửThạch Công Tư đến các bộ lạc Khiết Đan và Hề để bắt giết sứ thần Hồi Cốt trong các bộ lạc này. Hơn nữa khi giao tranh với Na Hiệt Xuyết, ông cũng từng bắt người thủ lĩnh bộ lạc Thất Vi làm con tin. Khi phía Thất Vi đòi tiền chuộc, ông từ chối và đáp rằng ông sẽ trả con tin nếu phía Thất Vi chịu giết các sứ thần Hồi Cốt. Không rõ phía Thất Vi đáp lại như thế nào.
Cuối năm, vua Vũ Tông lệnh cho Trọng Vũ hội kiến Tiết độ sứ Hà Đông Lưu Miện và quý tộc Hồi Cốt Lý Tư Trung, người vừa đầu hàng và trở thành một tướng lĩnh của Đường, tại thủ phủ của Hà Đông là Thái Nguyên để bàn kế chống lại tàn đảng Hồi Cốt của Khã hãn Ô Giới. Cả Lưu, Trương đều cho rằng mùa đông thời tiết khắc nghiệt không thuận lợi tiến hành, nên trì hoãn kế hoạch.
Năm 843, Lưu Miện cho quân tấn công bất ngờ vào doanh trại của Khả hãn Ô Giới, Khả hãn sợ quá phải bỏ trốn cùng khoảng 100 kị binh. Quân Đường giải thoát được công chúa Thái Hòa và giết hơn 10.000 quân, hơn 20.000 người Hồi Cốt phải đầu hàng. Từ đó Hồi Cốt ngày càng suy yếu và không còn đe dọa đến nhà Đường nữa. Trong Vũ nghe tin tỏ ra tức giận vì chuyện này, từ đó hai người bằng mặt chứ không bằng lòng. Cuối năm đó, Lưu Miện được lệnh đem quân hỗ trợ dẹp loạn Lưu Chẩn ở Chiêu Nghĩa, Vũ Tông không yêu cầu ông xuất quân, thay vào đó khuyên ông ở lại trấn đề phòng Hồi Cốt tấn công.

### Sau chiến dịch với Hồi Cốt
Vì Vũ Tông không hài lòng khi Trọng Vũ và Lưu Miện bất hòa, lo sợ tình hình này sẽ làm cản trở cho chiến dịch Chiêu Nghĩa, và vì thế chuyển Lưu Miện tới Nghĩa Thành. Tiền tể tướng Lý Giác lên thay làm tiết độ sứ Hà Đông, nhưng không bao lâu, Dương Biện đuổi cổ Lý Giác. Vũ Tông dự định cử Trọng Vũ thảo phạt Dương Biện, nhưng Lý Đức Dụ nói rằng Trương, Lưu bất hòa, Trọng Vũ có thể sẽ oán hận người Hà Đông và thẳng tay tàn sát, vì thế ông không được cử đi. Về sau quân Thần Sách của triều đình do Lã Nghĩa Trung chỉ huy đánh bại.
Sau khi dẹp xong Lưu Chẩn, Vũ Tông ra lệnh cho Trương Trọng Vũ truy đuổi theo tàn đảng Khiết Đan. Quân của ông giành thắng lợi liên tiếp, khiến Khả hãn Ô Giới phải bỏ chạy hết nơi này đến nơi khác. Vì thế, ông đề nghị xây đền miếu để tưởng niệm chiến công đó. Vũ Tông và Lý Đức Dụ bằng lòng.
Năm 845, Vũ Tông ngày càng đắm đuối vào Đạo giáo, đã hạ lệnh đàn áp Phật giáo, và các tôn giáo khác. Nhiều nhà sư, tôn giả bỏ từ núi Ngũ Đài trốn sang U châu. Lý Đức Dụ là người khuyên Vũ Tông diệt Phật, bèn gọi sứ thần Lư Long ở Trường An đến trách và nói rằng nếu Trọng Vũ thu nhận các nhà sư thì e quan hệ giữa hai bên sẽ xấu đi. Đáp lại, ông gửi cho tướng ở Cư Dung quan hai thanh kiếm để truy lùng, bắt giết những nhà sư chạy ngang qua con đèo.
Năm 846, Đường Tuyên Tông lên ngôi, phong Trọng Vũ là Đồng trung thư môn hạ Bình chương sự (同中書門下平章事) để tưởng thưởng cho công lao chống Hồi của ông. Cuối năm đó ông lại đại phá được quân Khố Mạc Hề. Cùng lúc đó, em trai và người thừa kế của khã hãn Ô Giới là Khã hãn Át Niêm đang nương nhờ thủ lĩnh người Hề là Thạch Xả Lãng. Sau chiến thắng của Trương Trọng Vũ trước quân Khố Mạc Hề, biết thế cùng lực kiệt, khả hãn phải bỏ chạy đến Thất Vi. Năm 848, Khả hãn sai người đến Trường An xin quy thuận Tuyên Tông. Khi đoàn người Hồi Cốt trở về ngang U châu, ông cho gọi trưởng sứ vào và dặn là khi về nước hãy giết chết Khả hãn. May thay Khả hãn biết được đã trốn thoát khỏi đất của Thất Vi.
Năm 849, Trương Trọng Vũ hoăng. Vua Tuyên Tông cho phép con trai của ông là Trương Trực Phương lên thay, truy tặng ông tước công và ban cho mỹ hiệu.